# Rhopalicus nudicoxalis
Rhopalicus nudicoxalis är en stekelart som beskrevs av Askew 1994. Rhopalicus nudicoxalis ingår i släktet Rhopalicus och familjen puppglanssteklar.
Artens utbredningsområde är Spanien. Inga underarter finns listade i Catalogue of Life.